# ニコ・ヒラガ
ニコ・ヒラガ（Nico Hiraga、1997年12月19日 - ）はアメリカ合衆国の俳優・スケートボーダーである。

## 生い立ち
1997年、カリフォルニア州サンフランシスコで、日本人の父とアメリカ人の母の間に生まれる。